# Пулле, Август Адриан
А́вгуст Адриа́н Пу́лле (нидерл. August Adriaan Pulle; 1878—1955) — нидерландский ботаник-систематик. Возродил профессиональную ботаническую систематику, несколько лет после смерти в 1871 году Ф. А. В. Микеля считавшуюся отстававшей. Пулле и его ученики в ботанической литературе получили название «Утрехтской школы».

## Биография
Август Адриан Пулле родился в городе Арнем 10 января 1878 года. Учился в Утрехтском университете, в 1899 году получил степень бакалавра. С 1900 года работал в ботанической лаборатории и гербарии при университете, с 1904 года преподавал естественную историю в средней школе в Утрехте. В 1906 году получил степень доктора философии Утрехтского университета с диссертацией, представлявшей собой сводку известных растений флоры Суринама. С 1906 года Пулле был лектором ботаники. В том же году посетил Бейтензорг, в 1912—1913 — юг Новой Гвинеи.
В 1914 году Адриан Август Пулле был назначен профессором систематической ботаники Утрехтского университета и директором ботанического музея. В 1920 году посетил Суринам, в 1932 году начал выпускать многотомную монографию флоры этого региона, к моменту его смерти совсем не оконченную.
В 1949 году Пулле ушёл с должности профессора на пенсию и продолжил подготовку «Флоры Суринама». 28 августа 1955 года Август Адриан Пулле скончался.

## Некоторые научные публикации
- Pulle, A.A. An enumeration of vascular plants known from Surinam. — Leiden, 1906. — 555 p.
- Pulle, A.A. Nieuw plantkundig woordenboek voor Nederlandsch Indie. — Amsterdam, 1909. — 395 p.
- Pulle, A.A. Zakflora voor Surinam. — Haarlem, 1911. — 194 p.
- Pulle, A.A.; Lanjouw, J. Flora of Suriname. — Amsterdam, 1932—1965.
- Pulle, A.A. Compendium van der terminologie, nomenclatuur en systematiek der zaadplanten. — Utrecht, 1938. — 338 p.

## Роды растений, названные в честь А. А. Пулле
- Pullea Schltr., 1914